# 赵希迪
赵希迪，中华人民共和国政治人物、外交官，1942年生。
1992年4月6日，中华人民共和国与亚美尼亚共和国建交。1993年，赵希迪担任首任中华人民共和国驻亚美尼亚大使。1995年，由杨克容接任。2000年，任中华人民共和国驻匈牙利大使。